# Seznam dílů seriálu Cestovatelé časem
Toto je seznam dílů seriálu Cestovatelé časem. Kanadsko-americký sci-fi televizní seriál Cestovatelé časem měl premiéru na kanadské stanici Showcase dne 17. října 2016.

## Přehled řad
| Řada | Díly | Premiéra v Kanadě | Premiéra v Kanadě |
| Řada | Díly | První díl         | Poslední díl      |
| ---- | ---- | ----------------- | ----------------- |
| 1    | 12   | 17. října 2016    | 2. ledna 2017     |
| 2    | 12   | 16. října 2017    | 18. prosince 2017 |

| Řada | Díly | Premiéra na Netflixu |
| ---- | ---- | -------------------- |
| 3    | 10   | 14. prosince 2018    |

## Seznam dílů

### První řada (2016–2017)
| Č. v seriálu | Č. v řadě | Původní název | Český název | Režie          | Scénář                                             | Premiéra v Kanadě  |
| ------------ | --------- | ------------- | ----------- | -------------- | -------------------------------------------------- | ------------------ |
| 1            | 1         | Travelers     | Pilotní díl | Nick Hurran    | Brad Wright                                        | 17. října 2016     |
| 2            | 2         | Protocol 6    | Protokol 6  | Andy Mikita    | Gillian Muller                                     | 24. října 2016     |
| 3            | 3         | Aleksander    | Aleksander  | Andy Mikita    | Tara Armstrong a Mika Collins                      | 31. října 2016     |
| 4            | 4         | Hall          | Hall        | Martin Wood    | Pat Smith                                          | 7. listopadu 2016  |
| 5            | 5         | Room 101      | Pokoj 101   | Martin Wood    | Brad Wright                                        | 14. listopadu 2016 |
| 6            | 6         | Helios 685    | Helios 685  | Helen Shaver   | Rebecca Hales                                      | 21. listopadu 2016 |
| 7            | 7         | Protocol 5    | Protokol 5  | Helen Shaver   | SB Edwards, Ashley Park, Pat Smith a Jason Whiting | 28. listopadu 2016 |
| 8            | 8         | Donner        | Donner      | Will Waring    | Ashley Park a Pat Smith                            | 5. prosince 2016   |
| 9            | 9         | Bishop        | Bishop      | Will Waring    | Amanda Smith                                       | 12. prosince 2016  |
| 10           | 10        | Kathryn       | Kathryn     | Andy Mikita    | Jason Whiting a SB Edwards                         | 19. prosince 2016  |
| 11           | 11        | Marcy         | Marcy       | Andy Mikita    | Jason Whiting                                      | 26. prosince 2016  |
| 12           | 12        | Grace         | Grace       | Amanda Tapping | Ashley Park                                        | 2. ledna 2017      |

### Druhá řada (2017)
| Č. v seriálu | Č. v řadě | Původní název | Český název     | Režie          | Scénář                       | Premiéra v Kanadě  |
| ------------ | --------- | ------------- | --------------- | -------------- | ---------------------------- | ------------------ |
| 13           | 1         | Ave Machina   | Ave Machina     | Andy Mikita    | Brad Wright                  | 16. října 2017     |
| 14           | 2         | Protocol 4    | Protokol 4      | Andy Mikita    | Jason Whiting                | 23. října 2017     |
| 15           | 3         | Jacob         | Jacob           | Andy Mikita    | Pat Smith a Ashley Park      | 30. října 2017     |
| 16           | 4         | 11:27         | 11:27           | Amanda Tapping | Ashley Park a Pat Smith      | 6. listopadu 2017  |
| 17           | 5         | Jenny         | Jenny           | Andy Mikita    | Jason Whiting a Ken Kabatoff | 13. listopadu 2017 |
| 18           | 6         | U235          | Uran-235        | Andy Mikita    | Ashley Park a Pat Smith      | 20. listopadu 2017 |
| 19           | 7         | 17 Minutes    | 17 minut        | Amanda Tapping | Brad Wright                  | 27. listopadu 2017 |
| 20           | 8         | Traveler 0027 | Cestovatel 0027 | Amanda Tapping | Ashley Park                  | 4. prosince 2017   |
| 21           | 9         | Update        | Aktualizace     | Amanda Tapping | Pat Smith                    | 11. prosince 2017  |
| 22           | 10        | 21C           | 21C             | Will Waring    | Brad Wright                  | 11. prosince 2017  |
| 23           | 11        | Simon         | Simon           | Will Waring    | Jason Whiting                | 18. prosince 2017  |
| 24           | 12        | 001           | 001             | Eric McCormack | Ken Kabatoff                 | 18. prosince 2017  |

### Třetí řada (2018)
| Č. v seriálu | Č. v řadě | Původní název  | Režie           | Scénář                       | Premiéra na Netflixu |
| ------------ | --------- | -------------- | --------------- | ---------------------------- | -------------------- |
| 25           | 1         | Ilsa           | Eric McCormack  | Brad Wright                  | 14. prosince 2018    |
| 26           | 2         | Yates          | Andy Mikita     | Ken Kabatoff                 | 14. prosince 2018    |
| 27           | 3         | Protocol 3     | Andy Mikita     | Jason Whiting                | 14. prosince 2018    |
| 28           | 4         | Perrow         | Amanda Tapping  | Pat Smith                    | 14. prosince 2018    |
| 29           | 5         | Naomi          | Amanda Tapping  | Ashley Park                  | 14. prosince 2018    |
| 30           | 6         | Philip         | Will Waring     | Pat Smith                    | 14. prosince 2018    |
| 31           | 7         | Trevor         | Will Waring     | Ashley Park                  | 14. prosince 2018    |
| 32           | 8         | Archive        | Amanda Tapping  | Ken Kabatoff                 | 14. prosince 2018    |
| 33           | 9         | David          | Bryan C. Knight | Jason Whiting                | 14. prosince 2018    |
| 34           | 10        | Protocol Omega | Amanda Tapping  | Heath Affolter a Brad Wright | 14. prosince 2018    |